# Mosteiro de São Clemente (Sevilha)

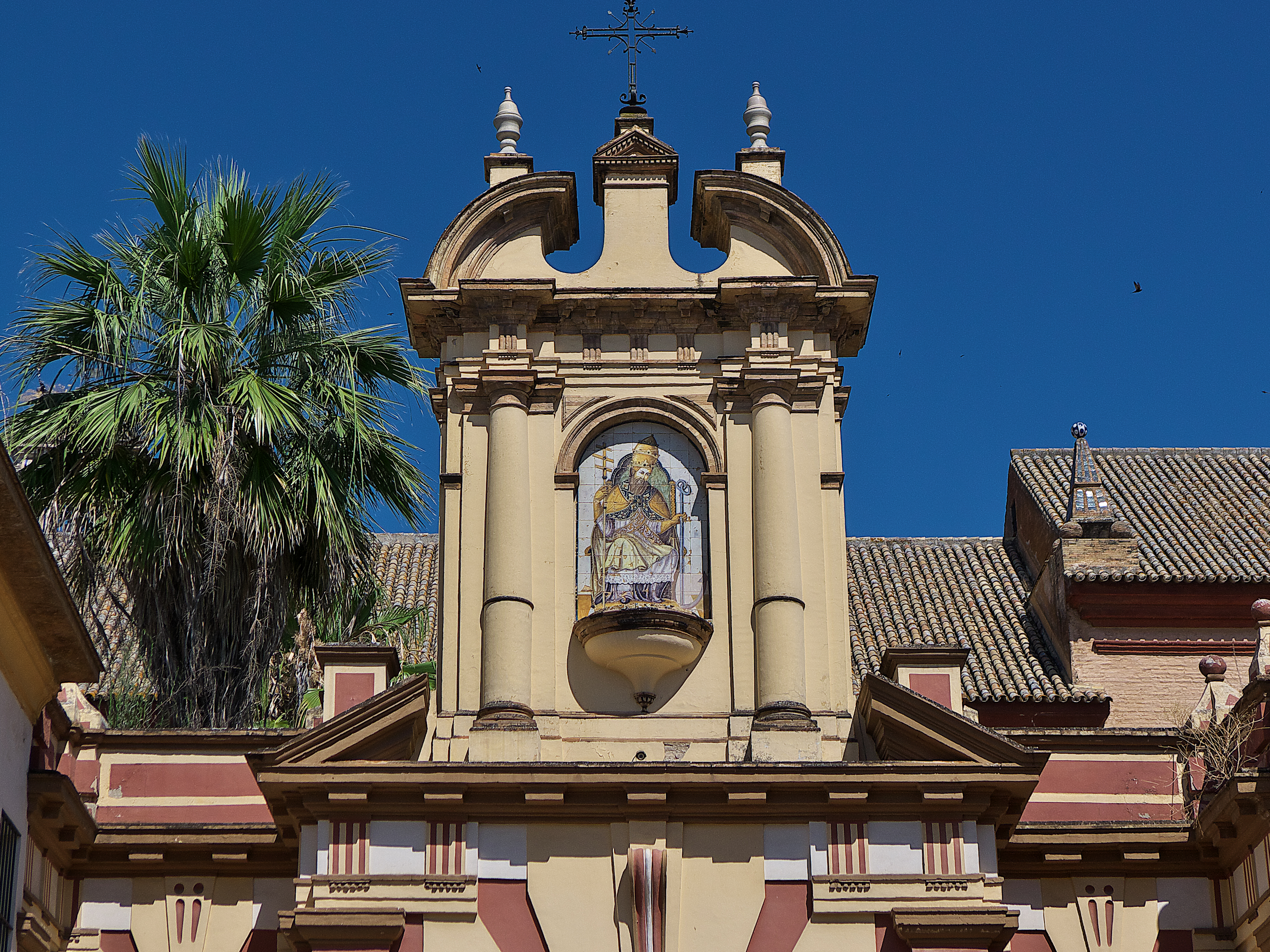
Mosteiro Real de São Clemente

O Mosteiro de São Clemente (Monasterio de San Clemente) é um mosteiro cisterciense com a designação Bien de Interés Cultural na cidade espanhola de Sevilha. A nível arquitectónico, é um conjunto heterogéneo de edifícios, construídos em diferentes épocas e estilos, do século XVI ao XVII.